# Улюблена пора року
«Улюблена пора року» («Ma saison préférée») — французька кінодрама 1993 року, знята режисером Андре Тешіне, з Катрін Денев та Данієлем Отеєм у головних ролях.

## Сюжет
Літня дама Берта залишає свій будинок, щоб оселитися зі своєю дорослою дочкою Емілі. Емілі та її брат Антуан три роки не бачили один одного, але тепер Емілі запрошує його на Різдво. З глибини пам'яті належить витягнути назовні як долю Берти, і причини дивних відносин між Емілі та Антуаном.

## У ролях
- Марта Віллалонга: Берта Дюпюї
- Данієль Отей: доктор Антуан Дюпюї, син Берти
- Катрін Денев: Емілі, сестра Антуана
- Жан-П'єр Був'є: Бруно, чоловік Емілії
- К'яра Мастроянні: Анна, донька Емілії
- Ентоні Прада: Люсьєн, син Емілії
- Кармен Чаплін: Хадіджа, дівчина Люсьєна
- Рошді Зем: Медхі, брат Хадіджі
- Мішель Моретті: директор будинку для літніх
- Жак Ноло: чоловік на кладовищі
- Бруно Тодескіні: чоловік у лікарні
- Інгрід Кавен: співачка в барі
- Жан Буске: батько Емілії

## Знімальна група
- Режисер: Андре Тешіне
- Сценаристи: Паскаль Боніцер, Андре Тешіне
- Оператор: Тьєррі Арбоґаст
- Композитор: Філіпп Сард
- Продюсер: Ален Сард